# 第73回アカデミー賞
第73回アカデミー賞（だい73かいアカデミーしょう）は2001年3月25日に発表・授賞式が行われた。司会は俳優・コメディアンのスティーヴ・マーティン。

## 受賞結果一覧
- 作品賞: 『グラディエーター』
- 監督賞: スティーヴン・ソダーバーグ - 『トラフィック』
- 主演男優賞: ラッセル・クロウ - 『グラディエーター』
- 主演女優賞: ジュリア・ロバーツ - 『エリン・ブロコビッチ』
- 助演男優賞: ベニチオ・デル・トロ - 『トラフィック』
- 助演女優賞: マーシャ・ゲイ・ハーデン - 『ポロック 2人だけのアトリエ』
- 脚本賞: キャメロン・クロウ - 『あの頃ペニー・レインと』
- 脚色賞: スティーヴン・ギャガン - 『トラフィック』
- 撮影賞: ピーター・パウ - 『グリーン・デスティニー』
- 編集賞:『トラフィック』
- 美術賞:『グリーン・デスティニー』
- 衣装デザイン賞:『グラディエーター』
- メイクアップ賞:『グリンチ』
- 作曲賞: タン・ドゥン - 『グリーン・デスティニー』
- 歌曲賞: ボブ・ディラン - 『ワンダー・ボーイズ』
- 録音賞: 『グラディエーター』
- 音響編集賞: 『U-571』
- 視覚効果賞: 『グラディエーター』
- 外国語映画賞: 『グリーン・デスティニー』
- 長編ドキュメンタリー映画賞: 『ホロコースト:救出された子供たち』
- 短編ドキュメンタリー映画賞: 『Big Mama』
- 短編アニメ映画賞: 『岸辺のふたり』
- 短編実写映画賞: 『Quiero ser (I want to be ...)』
- 名誉賞: ジャック・カーディフ、アーネスト・レーマン
- ジーン・ハーショルト友愛賞: ディノ・デ・ラウレンティス
- ゴードン・E・ソーヤー賞: アーウィン・ヤング

## 概要
2000年度のアカデミー賞授賞式は、ロサンゼルスのシュライン・オーディトリアムで行われた。リドリー・スコット監督の『グラディエーター』が12部門にノミネートされていたが、作品賞を始めとする5部門を受賞。また、アン・リーの台湾映画『グリーン・デスティニー』が、英語作品ではなかったにもかかわらず10部門にノミネートされ、4部門で受賞した。

## 式典
授賞式自体は3時間23分で終了し、近年では最も短いものであった。司会のスティーヴ・マーティンは、後にこの司会でエミー賞にノミネートされた。
また、授賞式が開催された2001年は、1968年公開のスタンリー・キューブリック監督作『2001年宇宙の旅』の舞台となった記念すべき年ということもあり、有名なテーマ曲をオープニングに使用したり、プレゼンターに脚本を書いたアーサー・C・クラークを登用するなどの演出が施された。
視聴率はこの4年間で最も低かった。
また、『ダンサー・イン・ザ・ダーク』で歌曲賞にノミネートされていた歌手のビョークが白鳥を模したドレス（卵を手に持っていた）で現れ、ワースト・ドレッサーとして話題になった。後にエレン・デジェネレスがエミー賞で同じようなドレスを着て登場し、会場の笑いを取ったり、2005年度のアカデミー賞でも司会のジョン・スチュワートが"She was trying on her Oscar dress, and Dick Cheney shot her."とギャグにした。

### In Memoriam
In Memoriamのコーナーはジョン・トラヴォルタがプレゼンターとして登場し、ダグラス・フェアバンクスJr.、ジョージ・モンゴメリー、ジーン・ピーターズ、ヴィットリオ・ガスマン、グウェン・ヴァードン、リチャード・ファーンズワース、ロレッタ・ヤング、ジェイソン・ロバーズ、ジョン・ギールグッド、アレック・ギネス、クレア・トレヴァー、ウォルター・マッソー、監督のスタンリー・クレイマー、作曲家のジャック・ニッチェ等の功績を称えた。

## 候補と受賞の一覧
太字は受賞である。
また、以下での人名表記は
1. 作品の日本語公式情報およびAMPAS公式サイトの日本版とWOWOWによる授賞式放送での表記に準ずる。
2. 見当たらない場合はデータベースサイトなどを参考。
3. それでもない場合は英語表記のままとする。

### 作品賞
- エリン・ブロコビッチ
- グラディエーター
- グリーン・デスティニー
- ショコラ
- トラフィック

### 監督賞
- スティーヴン・ソダーバーグ - エリン・ブロコビッチ
- リドリー・スコット - グラディエーター
- アン・リー - グリーン・デスティニー
- スティーヴン・ソダーバーグ - トラフィック
- スティーブン・ダルドリー - リトル・ダンサー

### 主演男優賞
- トム・ハンクス - キャスト・アウェイ
- ジェフリー・ラッシュ - クイルズ
- ラッセル・クロウ - グラディエーター
- エド・ハリス - ポロック 2人だけのアトリエ
- ハビエル・バルデム - 夜になるまえに

### 主演女優賞
- ジュリア・ロバーツ - エリン・ブロコビッチ
- ジョアン・アレン - ザ・コンテンダー
- ジュリエット・ビノシュ - ショコラ
- ローラ・リニー - ユー・キャン・カウント・オン・ミー
- エレン・バースティン - レクイエム・フォー・ドリーム

### 助演男優賞
- アルバート・フィニー - エリン・ブロコビッチ
- ホアキン・フェニックス - グラディエーター
- ジェフ・ブリッジス - ザ・コンテンダー
- ウィレム・デフォー - シャドウ・オブ・ヴァンパイア
- ベニチオ・デル・トロ - トラフィック

### 助演女優賞
- ケイト・ハドソン - あの頃ペニー・レインと
- フランシス・マクドーマンド - あの頃ペニー・レインと
- ジュディ・デンチ - ショコラ
- マーシャ・ゲイ・ハーデン - ポロック 2人だけのアトリエ
- ジュリー・ウォルターズ - リトル・ダンサー

### 脚本賞
- キャメロン・クロウ - あの頃ペニー・レインと
- スザンナ・グラント - エリン・ブロコビッチ
- デヴィッド・フランゾーニ、ジョン・ローガン、ウィリアム・ニコルソン - グラディエーター
- ケネス・ロナーガン - ユー・キャン・カウント・オン・ミー
- リー・ホール - リトル・ダンサー

### 脚色賞
- ジョエル・コーエン、イーサン・コーエン - オー・ブラザー!
- ワン・ホエリン、ジェームズ・シェイマス、ツァイ・クォジュン - グリーン・デスティニー
- ロバート・ネルソン・ジェイコブス - ショコラ
- スティーヴン・ギャガン - トラフィック
- スティーヴン・クローヴス - ワンダー・ボーイズ

### 撮影賞
- ロジャー・ディーキンス - オー・ブラザー!
- ピーター・パウ - グリーン・デスティニー
- ジョン・マシソン - グラディエーター
- キャレブ・デシャネル - パトリオット
- ラホス・コルタイ - マレーナ

### 編集賞
- サー・クライン、ジョー・ハッシング - あの頃ペニー・レインと
- ピエトロ・スカラ - グラディエーター
- ティム・スクワイアズ - グリーン・デスティニー
- スティーヴン・ミリオン - トラフィック
- デデ・アレン - ワンダー・ボーイズ

### 美術賞
- 宮廷料理人ヴァテール - ジャン・ラバス（美術監督）、フランソワ・ブノワ・フェレスコ（装置）
- クイルズ - マーティン・チャイルズ（美術監督）、ジル・クォーティアー（装置）
- グラディエーター – アーサー・マックス（美術監督）、クリスピン・サリス（装置）
- グリンチ – マイケル・コレンブリス（美術監督）、メレディス・ボスウェル（装置）
- グリーン・デスティニー - ティミー・イップ（美術監督）

### 衣装デザイン賞
- アンソニー・パウエル - 102
- ジャクリーン・ウェスト - クイルズ
- ジャンティ・イェーツ - グラディエーター
- リタ・ライアック - グリンチ
- ティミー・イップ - グリーン・デスティニー

### メイクアップ賞
- リック・ベイカー、ゲイル・ロウエル＝ライアン - グリンチ
- エドアルド・F・ヘンリクス、マイケル・バーク - ザ・セル
- アンバー・シブレイ、アン・ブキャナン - シャドウ・オブ・ヴァンパイア

### 作曲賞
- ハンス・ジマー - グラディエーター
- タン・ドゥン - グリーン・デスティニー
- レイチェル・ポートマン - ショコラ
- ジョン・ウィリアムズ - パトリオット
- エンニオ・モリコーネ - マレーナ

### 歌曲賞
- “A Love Before Time” by  - グリーン・デスティニー
- “I've Seen It All” by ビョーク、ラース・フォン・トリアー - ダンサー・イン・ザ・ダーク
- “A Fool In Love” ランディ・ニューマン - ミート・ザ・ペアレンツ
- “My Funny Friend and Me” by スティング、デヴィッド・ハートリー - ラマになった王様
- “Things Have Changed” by ボブ・ディラン - ワンダー・ボーイズ

### 録音賞
- ランディ・トム、トム・ジョンソン、デニス・S・サンズ（英語版）、ウィリアム・B・カプラン（英語版） - キャスト・アウェイ
- ボブ・ビーマー、スコット・ミラン、ケン・ウェストン（英語版） - グラディエーター
- ジョン・T・リッツ、グレッグ・ルドロフ、デヴィッド・E・キャンベル、キース・A・ウェスター（英語版） - パーフェクト ストーム
- ケヴィン・オコネル、グレッグ・P・ラッセル、リー・オルロフ - パトリオット
- スティーヴ・マスロウ、グレッグ・ランデイカー、リック・クライン、アイヴァン・シャーロック（英語版） - U-571

### 音響編集賞
- バド・アスマン、アラン・ロバート・マーレー - スペース・カウボーイ
- ジョン・ジョンソン - U-571

### 視覚効果賞
- スコット・E・アンダーソン、クレイグ・ヘイズ、スコット・ストクダイク、スタン・パークス - インビジブル
- ジョン・ネルソン、ニール・コーボールド、ティム・バーク（英語版）、スタン・パークス - グラディエーター
- シュテフェン・ファンマイアー、ウォルト・コンティ、ハビブ・ザーガープア、ジョン・フレイザー - パーフェクト ストーム

### 外国語映画賞
- アモーレス・ペロス - アレハンドロ・ゴンサレス・イニャリトゥ（メキシコ）
- エブリバディ・フェイマス! - ドミニク・デリュデレ（ベルギー）
- グリーン・デスティニー - アン・リー（台湾）
- この素晴らしき世界（チェコ語版、英語版） - ヤン・フジェベイク（チェコ）
- ムッシュ・カステラの恋 - アニエス・ジャウィ（フランス）

### 長編ドキュメンタリー映画賞
- ホロコースト:救出された子供たち - マーク・ジョナサン・ハリス、デボラ・オッペンハイマー
- Legacy – Tod Lending
- Long Night's Journey Into Day – デボラ・ホフマン、フランセス・レイド
- Scottsboro: An American Tragedy – バラク・クッドマン、ダニエル・アンカー
- Sound and Fury – Josh Aronson、Roger Weisberg

### 短編ドキュメンタリー映画賞
- ドルフィン - グレッグ・マクギリブレイ
- Big Mama - Tracy Seretean
- Curtain Call - Charles Braverman, Steve Kalafer
- The Man On Lincoln's Nose - Daniel Raim
- On Tiptoe:Gentle Steps to Freedom - Eric Simonson, Leelai Demoz

### 短編アニメ映画賞
- 岸辺のふたり - マイケル・デュドク・ドゥ・ヴィット
- The Periwig-Maker - Steffen Schaffler, Annette Schaffler
- Rejected - Don Hertzfeldt

### 短編実写映画賞
- By Courier - Peter Riegert, エリカ・フレデリク
- One Day Crossing – ジョアン・ステイン、Christina Lazaridi
- Quiero ser (I want to be ...) - フローリアン・ガレンベルガー
- Seraglio – ゲイル・ラーナー、コリン・キャンベル
- Uma Historia de Futebol - Paulo Machline